# NGC 2263
NGC 2263 este o galaxie situată în constelația Câinele Mare. A fost descoperită în 20 ianuarie 1835 de către John Herschel. Se află la o distanță de 27,29 de megaparseci de Pământ.